# 澎湖機場
澎湖機場（臺灣話白話字：Phîⁿ-ô͘/Phêⁿ-ô͘ Ki-tiûⁿ），是一座位於臺灣澎湖縣湖西鄉隘門村的軍民合用機場，是澎湖縣的主要聯外機場。民用部分為交通部民用航空局澎湖航空站；軍用部分為空軍馬公基地。

## 歷年重要記事

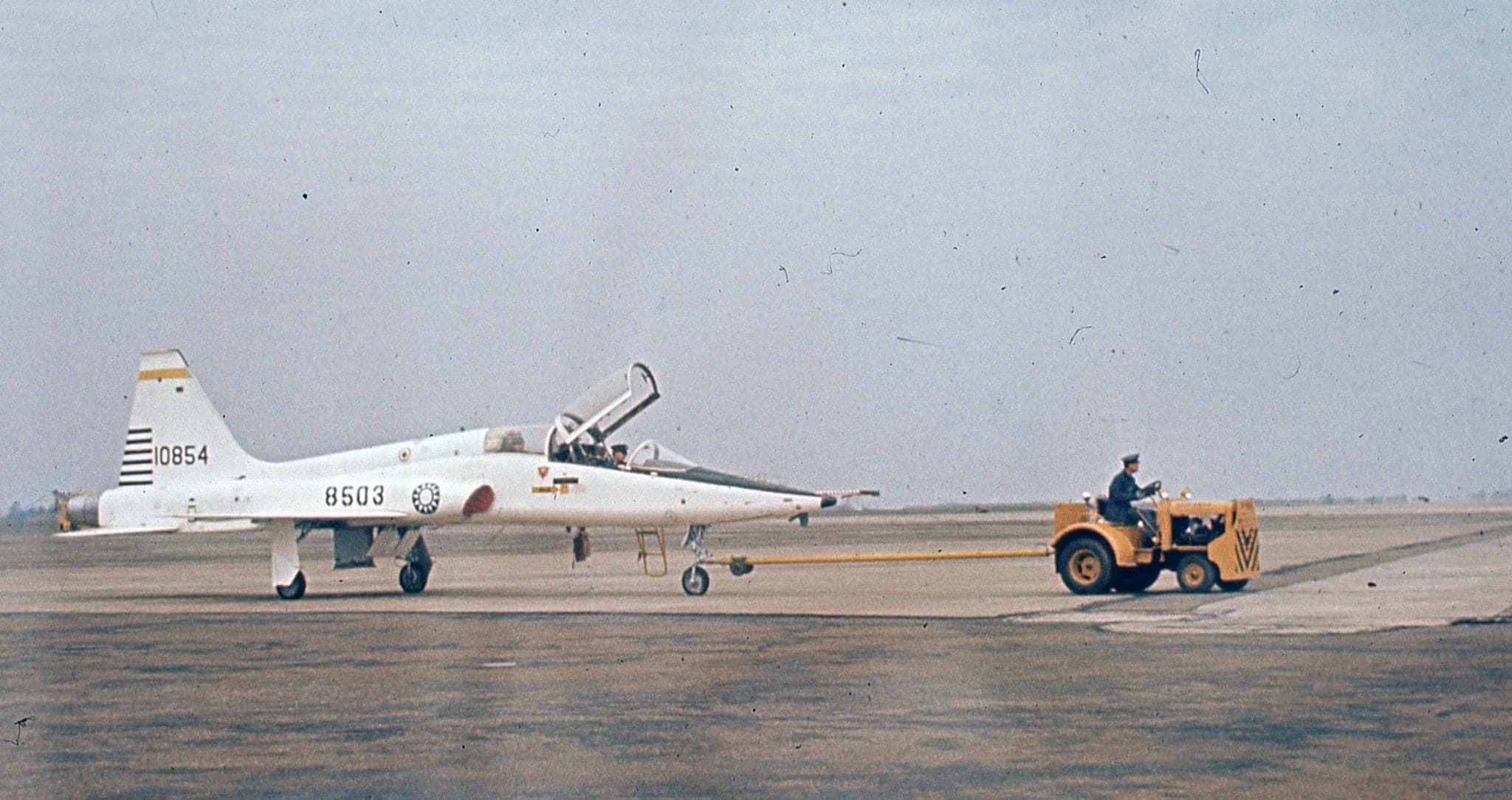
1974年，中華民國空軍一架F-5A/B自由鬥士戰鬥機在馬公空軍基地

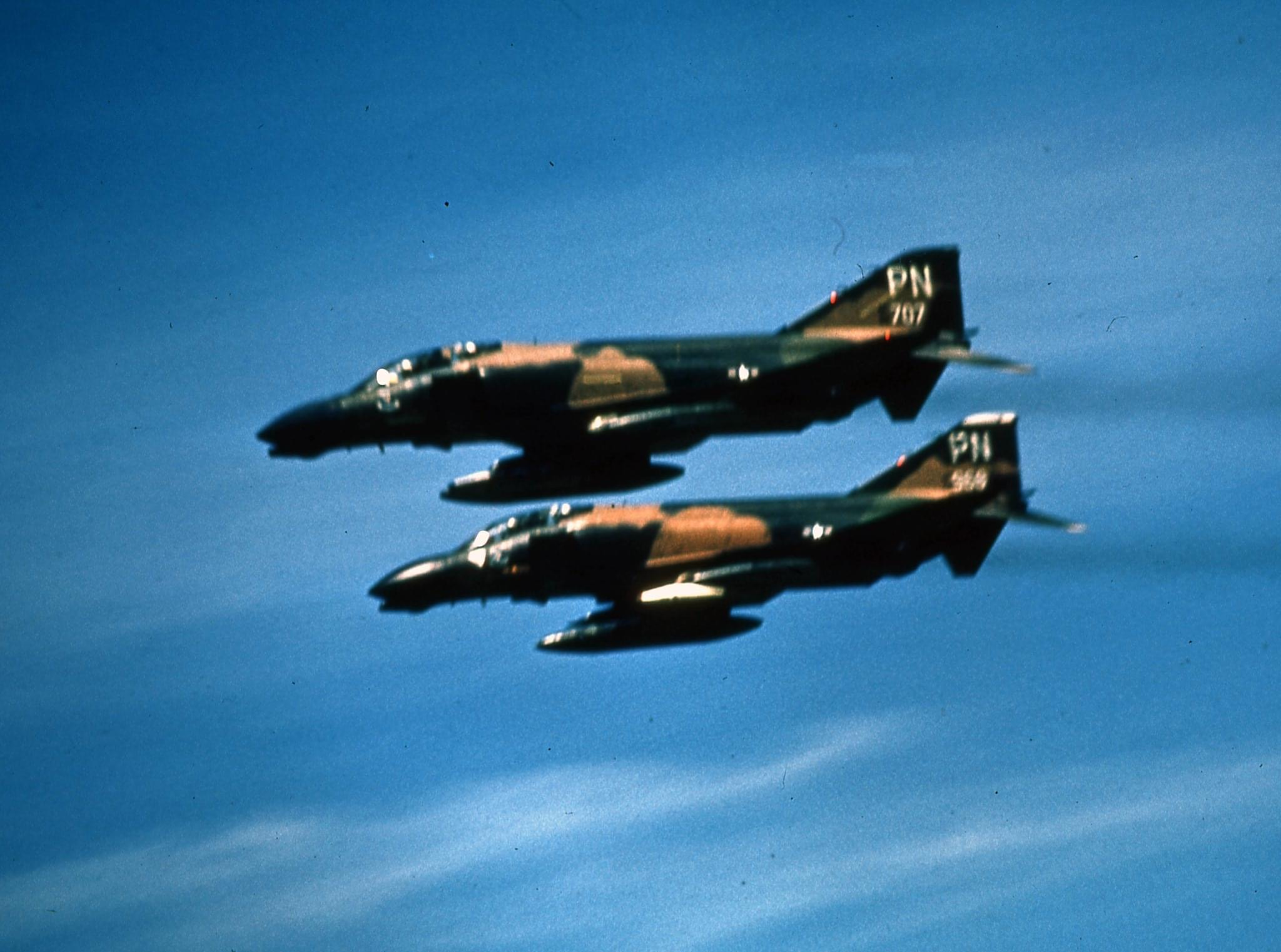
1974年，駐台美軍的F-4C幽靈II戰鬥機由台中清泉崗基地起飛後，於馬公空軍基地及拱北山雷達站衝場

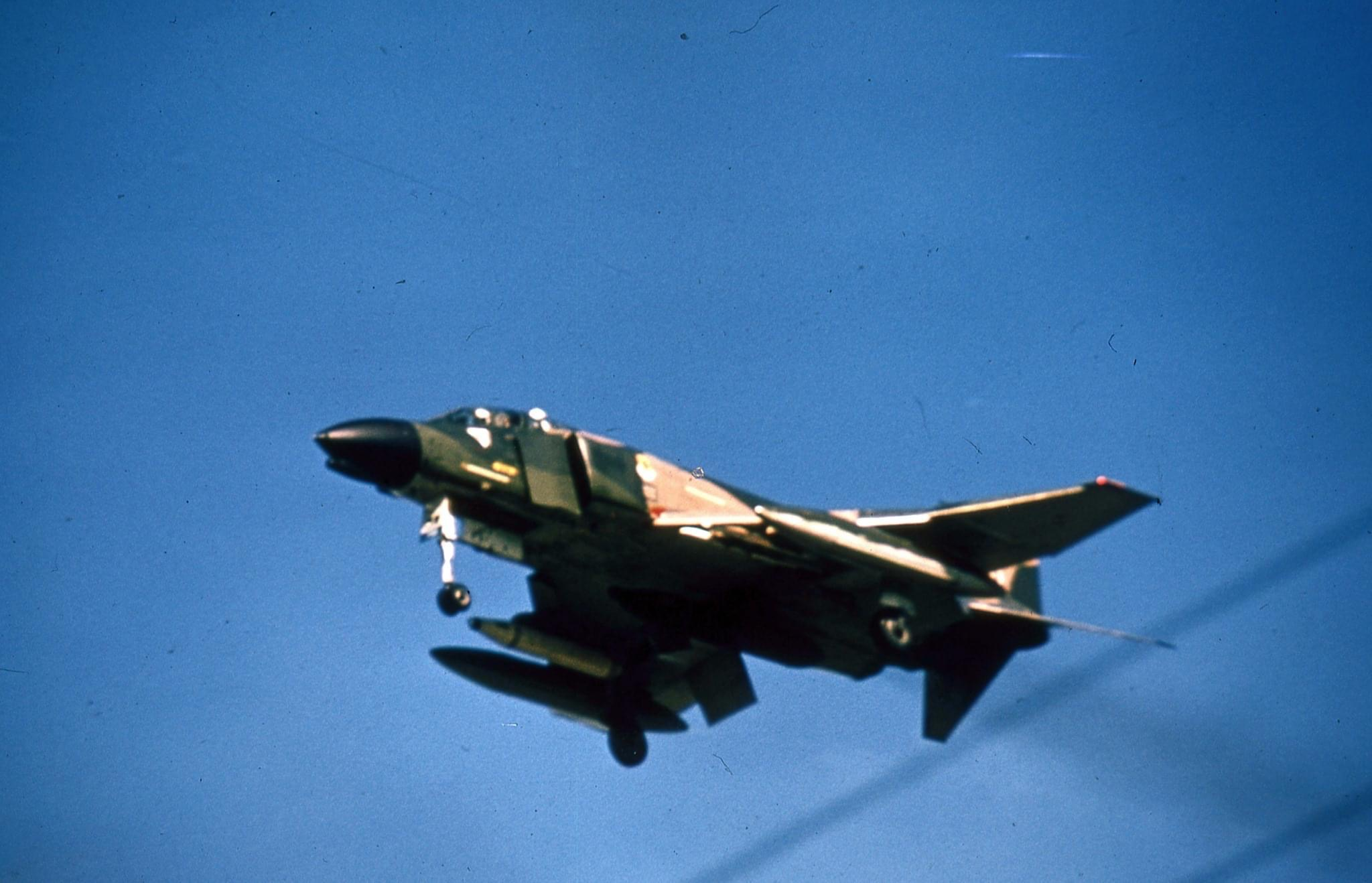
1974年，駐台美軍的F-4D幽靈II戰鬥機由台中清泉崗基地起飛後，於馬公空軍基地及拱北山雷達站衝場

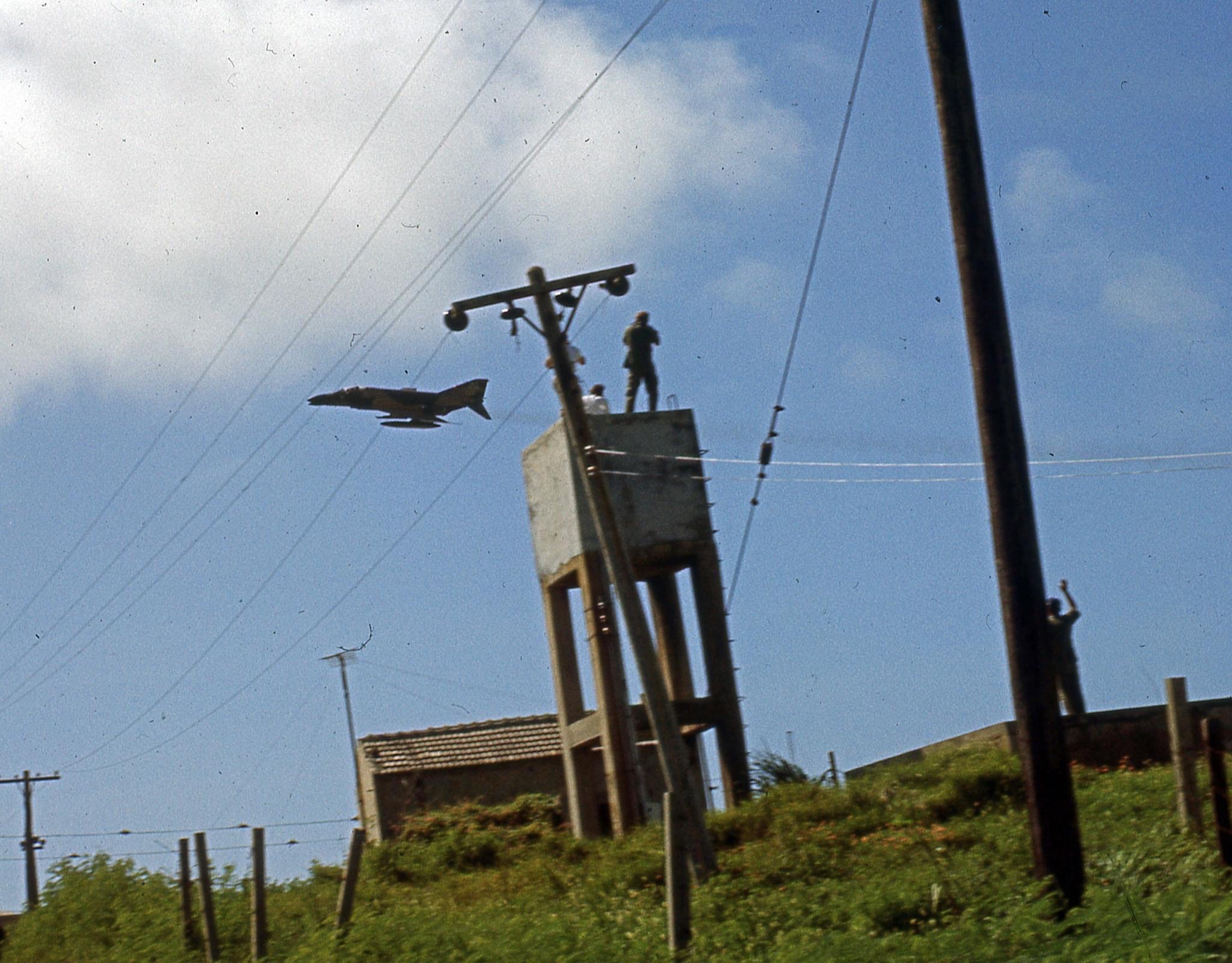
1974年，駐台美軍的F-4C幽靈II戰鬥機由台中清泉崗基地起飛後，於馬公空軍基地及拱北山雷達站衝場

- 1957年：由民航空運公司以C-46型運輸機開始營運。[1]
- 1958年：美國空軍第2128通信中隊（2128th Communications Squadron）在澎湖拱北山雷達站編成，少部分人員進駐馬公空軍基地。
- 1966年：始興建航站大廈，成立馬公候機室，隸屬於高雄航空站。
- 1974年9月30日，第2128通信中隊（2128th Communications Squadron）解編[2]，剩餘約18-20名美軍於1975年6月全數撤出。
- 1977年8月1日：成立馬公航空站（丙種航空站）。
- 1984年1月30日：春節期間為疏運旅客國內線加班，民航機不敷調配，協調華航向空軍租用B727機兩架本日起擔任北高、高馬航線客貨運輸任務。[3]
- 1984年7月14日：本日出入旅客創歷年最高紀錄達4961人，班機飛航達64架次。[3]
- 1988年12月1日：空軍馬公基地實施跑道面整修，施工期限60個工作天，班機改用滑行道起降。[4]
- 1991年5月11日：接管望安、七美兩離島機場，並成立輔助站。
- 1991年7月15日：大華航空開航台中至馬公班機。
- 1993年1月18日：行政院核定本站升格為乙種航空站。[5]
- 2002年9月27日：新航廈正式啟用。[6]
- 2004年8月10日：新航廈二期擴建工程完工。復興航空澎湖至澳門包機首航，飛機註冊編號為B-22601(『最愛』彩繪機)。該航班亦為澎湖的第一個國際航班。[7]
- 2005年8月15日：華信航空澎湖至日本大阪包機首航。[8]
- 2005年8月23日：中華航空使用737-800執行澎湖至日本琉球包機首航。[9]
- 2006年2月8日：立榮航空使用MD-90執行澎湖至韓國首爾包機首航。[10]
- 2006年6月15日：立榮航空使用MD-90執行澎湖至越南河內包機首航。[11]
- 2006年8月24日：立榮航空使用MD-90執行澎湖至香港包機首航。[12]
- 2007年5月27日：立榮航空使用MD-90執行澎湖至日本富山包機首航。[13]
- 2007年8月12日：華信航空澎湖至香港包機首航。[14]
- 2008年7月4日：復興航空使用A320執行澎湖至廈門包機首航，航班呼號為GE581。[15]
- 2009年7月13日：華信航空使用E190執行澎湖至南京包機首航。[16]
- 2010年4月2日：免稅商店正式營業，並於同月8日舉辦開幕活動。[17]
- 2010年6月16日：華信航空澎湖至廣州包機首航。[18]
- 2010年6月17日：澳門航空澎湖至澳門包機首航，此為澎湖機場第一次有外籍航空公司降落與載客。[19]
- 2010年6月17日：復興航空澎湖至福州包機首航。[20]
- 2012年3月2日：遠東航空澎湖至武漢包機首航。[21]
- 2012年4月19日：遠東航空澎湖至鄭州包機首航。[22]
- 2013年4月19日：遠東航空澎湖至青島包機首航。[23]
- 2015年6月15日-10月19日：香港快運由香港首航澎湖，並於每周一飛航，航班呼號為UO2177/UO2178，首航班機註冊編號為B-LCD。[24]
- 2015年7月17日：遠東航空澎湖至瀋陽包機首航。[25]
- 2015年9月17日：遠東航空澎湖至無錫包機首航。[26]
- 2015年12月25日：開始拆除舊航廈。[27]
- 2018年3月7日：澎湖縣政府宣佈馬公航空站將更名為澎湖機場，並於其後半年內完成相關的作業。[28]
- 2018年4月24日－5月8日：因應2018澎湖國際海上花火節，華信航空營運澎湖至香港的包機，每週二、五飛航。
- 2018年8月9日：正式更名為澎湖機場。
- 2019年5月12日：吉祥航空由上海浦东國際机场首航澎湖，航班呼號為 HO1361/HO1362 ，飛機註冊編號為B-6949。[29]
- 2020年7月5日：因應2019新型冠狀病毒疫情惡化，國際旅遊幾乎全面停擺，而在2020年澎湖國際海上花火節下澎湖國內旅遊需求量大增，華信航空首次向同為華航集團之台灣虎航濕租飛機與組員協助支援國內航線，首航班次為AE2361，飛機註冊編號為B-50016。[30]
- 2023年6月7日「交通部民用航空局組織法」制定公布，同年9月15日生效馬公航空站、七美航空站、望安航空站整併為澎湖航空站，統轄澎湖、七美、望安機場。
- 2023年10月27日：越捷航空包機首航越南峴港至澎湖，班幾呼號為 VJC8536/VJC8537，分別由VN-A529於2023年10月27日、VN-A633於10月31日、VN-A649於11月4日載客來回澎湖、峴港。

## 機場設施一覽
- 空側設施
  - 助航設施：目視滑降燈、進場燈、末端燈、閃光燈、跑道燈、邊燈、氣象自動測報系統。
  - 跑道：1條。本場跑道方位為02─20，長3,000公尺，寬45公尺。
  - 滑行道：5條。
    - K1/2/3/4滑行道：與跑道垂直，由南至北4條分別為K1~K4，用於連接跑道與滑行道E。
    - E滑行道：與跑道平行，用於連接停機坪。

  - 停機坪：9個。可提供A320/A321、737、ATR72-600和DHC6-400等中、小型航機與直升機使用。其中7號停機與8號停機因寬度較小，因此不得同時停放兩台噴射客機（但可停放一大一小）。
  - 直升機機棚（原舊航廈位置，為凌天航空所有）。
- 新航廈（2002年9月27日啟用）
  - 樓層數：地下一層地上三層建築物
    - 地下一樓：地下停車場。
    - 地上一樓：航空公司櫃台與辦公室、行李提領區、超商與服務台。
    - 地上二樓：安檢區、候機室與免稅商店。
    - 地上三樓：機場辦公室與會議室。

  - 總面積：44,048 ㎡
  - 建物高度：18.45公尺
  - 年旅客容量：440萬人次
  - 尖峰小時旅客容量：1,760人次/小時
  - 航廈非管制區內設施
    - 航空公司櫃台：
      - 第1島櫃：華信航空專用，設有人工報到櫃台、自助報到機與行李托運櫃台。
      - 第2島櫃：立榮航空專用，設有人工報到櫃台、自助報到機與行李托運櫃台。
      - 第3島櫃：德安航空專用，設有人工報到櫃台，行李托運須至第2島櫃B側立榮航空行李托運辦理。
      - 第4島櫃：凌天航空專用。部分華信航空往台北松山機場的航班會於第4島櫃A側辦理行李托運。
      - 聯合候補櫃檯：位於立榮航空辦公室旁。需候補機位之旅客皆須於此處辦理登記。

    - 提款機（ATM）：郵局（位於2號出口旁）與澎湖第一信用合作社（位於3號出口旁）各一。
    - 餐飲與購物：7-ELEVEN（位於1號出口）、咖啡廳（位於5號出口）與澎湖名產店提貨櫃台（位於５號與６號出口附近）。
    - 手機充電站：7-ELEVEN用餐區、南到站出口外側、北到站出口外側與服務台。
    - 其他設施：服務台、哺乳室、醫務室、貴賓室（為航空站所有，不開放一般民眾使用）、飯店櫃台、租車櫃台、兒童遊戲區（二樓北側）、退稅櫃台與旅遊諮詢櫃台。

  - 航廈管制區內設施
    - 安檢區：
      - 南安檢區：國內航班專用，設有安檢動線2條。
      - 北安檢區：國際航班專用，設有安檢動線2條。

    - 候機室:
      - 登機門：7個。1、3、7、8號登機門為平面登機門，登機時需搭乘手扶梯至一樓。5、6、9（施工中,暫停使用）號登機門為空橋。
      - 空橋：3座，建置於3、4及5號停機坪，其對應之登機門為5、6及9(施工中,暫停使用)號。
      - 餐飲與購物：昇恆昌免稅店、掬味 Vivi Café、名產店與各大免稅商品機場提貨櫃台（位於1號登機門旁）。
      - 其他設施：手機充電站。

    - 行李提領區與到站出口
      - 南到站出口：設有行李轉盤2座。
      - 北到站出口：設有行李轉盤1座、入境查證櫃台4座、海關櫃檯1座（原為國際航班專用，自2020年起為因應國旅人潮，部分時段之航班會於此出口提領行李與出關。）旅客到離站分流 （页面存档备份，存于）
- 貨運站：地上一層建築物，緊鄰新航廈西南側之獨立建築。
- 停車場：
  - 小客車停車場（超過30分鐘需收費）：設有平面與地下兩種，可停放小客車480輛。
  - 機車停車場（免費，進場需領取停車代幣）：可停放約3000輛。
- 公車站：位於1號出口南側。
- 吸菸區：位於公車站南側，貨運站前方。

## 航空公司與航點
現今由立榮航空、華信航空、德安航空營運台北松山、台中、台南、嘉義、高雄、七美及金門共7條航線，主要以ATR72-600、A320系列、737-800、DHC6-400等機型執飛。目前在2019冠状病毒病疫情下，國際線需求雖大幅減少，但離島航線需求大增，因此華信航空部分航班由中華航空737-800機隊營運。立榮航空部分航班由長榮航空A321機隊營運。
| 航空公司 | 目的地    | 班次     | 固定航機                         |
| -------- | --------- | -------- | -------------------------------- |
| 立榮航空 | 台北-松山 | 每週38班 | A321-200 ATR72-600               |
| 立榮航空 | 台中      | 每週28班 | A321-200 ATR72-600               |
| 立榮航空 | 嘉義      | 每週7班  | ATR72-600                        |
| 立榮航空 | 台南      | 每週21班 | ATR72-600                        |
| 立榮航空 | 高雄      | 每週40班 | A321-200 ATR72-600               |
| 立榮航空 | 金門      | 每月2班  | ATR72-600 A321-200（旅行社包機） |
| 華信航空 | 台北-松山 | 每週38班 | ATR72-600 B737-800               |
| 華信航空 | 台中      | 每週32班 | ATR72-600 B737-800               |
| 華信航空 | 高雄      | 每週51班 | ATR72-600 B737-800               |
| 德安航空 | 七美      | 每週7班  | DHC6-400                         |

- 每年立榮航空也會與旅行社合作不定期新增金門與花蓮航線包機以刺激觀光客人潮。[32]

## 公車資訊
| 路線        | 經營業者             | 區間      | 備註         |
| ----------- | -------------------- | --------- | ------------ |
| 綠線-太武線 | 澎湖縣公共車船管理處 | 馬公→太武 | 雙向         |
| 綠線-尖山線 | 澎湖縣公共車船管理處 | 馬公→尖山 | 僅去程經機場 |
| 綠線-龍門線 | 澎湖縣公共車船管理處 | 馬公→龍門 | 僅返程經機場 |
| 綠線-青螺線 | 澎湖縣公共車船管理處 | 馬公→青螺 | 僅返程經機場 |
| 紅線-烏崁線 | 澎湖縣公共車船管理處 | 馬公→烏崁 | 僅返程經機場 |

## 意外事件
- 1972年6月5日：駐台美軍部署於台中清泉崗空軍基地（CCK AB）的第374戰術空運聯隊（英语：374th Tactical Airlift Wing）下屬單位第37戰術空運中隊（英语：37th Tactical Airlift Squadron）一架編號62-1805的C-130E運輸機由馬公空軍基地起飛後不久，於馬公市近海墜毀，機組人員無人生還[33]。
- 1995年3月27日：台灣航空671班次由七美飛往馬公，於馬公機場降落後，滑入機坪時因主輪剎車故障導致外胎燃燒，經地勤人員撲滅並無人員傷亡，隨即修復離場。[5]
- 1998年8月5日：國華航空由七美飛往馬公7016號班機 (註冊編號B-12253) 於落地時6500呎處衝出跑道，馬公機場於15:36時至16:31時期間關閉。[34]
- 2012年8月17日：華信航空E190型客機 (註冊編號B-16825) ，由台北松山起飛前往馬公，在馬公機場跑道著陸時，飛機偏離跑道到左側草地，導致鼻輪起落架折斷、機身蒙皮受損，所幸全機110名乘客及機組員都平安。
- 2014年7月23日：復興航空222號班機、機身編號B-22810的ATR 72-500型客機，由高雄飛往馬公航線時，疑因颱風麥德姆風雨過大造成飛機降落不順利，重飛失敗，於澎湖縣湖西鄉西溪村墜落，起火燃燒，造成機上人員48人死亡，10人重傷。另外波及11棟民宅，5人輕傷。

## 外部連結
- 澎湖航空站 （页面存档备份，存于）（繁體中文）（英文）（日語）
- 馬公機場照片導覽 （页面存档备份，存于）
- 電子式飛航指南, CIVIL AERONAUTICS ADMINISTRATION MOTC R.O.C.（繁體中文）（英文）